# Corrispondenza d'amore
Corrispondenza d'amore (Love's Brother) è un film del 2004 diretto da Jan Sardi.
La colonna sonora contiene Oltre la tempesta di Francesco Sartori cantata da Salvatore Licitra con Marcelo Álvarez.

## Trama
Gino ed Angelo sono due fratelli che vivono all'interno di una piccola e tranquilla comunità italo-australiana lontana dai grossi centri abitati. Angelo, un tipo timido ed insicuro, al contrario del fratello, decide che è l'ora di fidanzarsi e trovare il vero amore. Così cerca di convincere, tramite corrispondenza, una bella ragazza italiana, Rosetta, a raggiungerlo in Australia per fidanzarsi. Ma è talmente insicuro di sé che nella lettera che le scrive, invece della sua, allega la foto del fratello, a suo avviso più attraente. Ed infatti la ragazza se ne innamora subito e decide così di partire per la lontana Australia, e quando arriva, tutta la comunità è pronta a festeggiare, ma è proprio a questo punto che iniziano le sorprese.